# Велий Лошинь
44°31′ пн. ш. 14°30′ сх. д. / 44.52° пн. ш. 14.50° сх. д.
Велий Лошинь (хорв. Veli Lošinj) — населений пункт у Хорватії, у Приморсько-Горанській жупанії у складі міста Малий Лошинь.

## Населення
Населення за даними перепису 2011 року становило 901 осіб.
Динаміка чисельності населення поселення:

## Клімат
Середня річна температура становить 15,49 °C, середня максимальна – 27,16 °C, а середня мінімальна – 3,86 °C. Середня річна кількість опадів – 911 мм.
| Клімат поселення                              | Клімат поселення | Клімат поселення | Клімат поселення | Клімат поселення | Клімат поселення | Клімат поселення | Клімат поселення | Клімат поселення | Клімат поселення | Клімат поселення | Клімат поселення | Клімат поселення | Клімат поселення |
| Показник                                      | Січ.             | Лют.             | Бер.             | Квіт.            | Трав.            | Черв.            | Лип.             | Серп.            | Вер.             | Жовт.            | Лист.            | Груд.            |                  |
| Середній максимум, °C                         | 11,15            | 10,98            | 13,89            | 16,54            | 21,83            | 26,09            | 27,16            | 27,05            | 22,46            | 18,70            | 14,06            | 11,20            |                  |
| Середня температура, °C                       | 7,59             | 7,41             | 10,30            | 12,99            | 18,26            | 22,54            | 24,86            | 24,73            | 20,15            | 16,41            | 11,75            | 8,89             |                  |
| Середній мінімум, °C                          | 4,01             | 3,86             | 6,74             | 9,40             | 14,69            | 18,96            | 22,56            | 22,41            | 17,83            | 14,10            | 9,44             | 6,60             |                  |
| Норма опадів, мм                              | 77               | 64               | 63               | 66               | 60               | 62               | 35               | 58               | 99               | 115              | 118              | 94               |                  |
| Середньомісячна швидкість вітру, м/с          | 3.10             | 3.28             | 3.34             | 3.15             | 2.83             | 2.63             | 2.63             | 2.61             | 2.76             | 3.00             | 3.49             | 3.35             |                  |
| Середньомісячна сонячна радіація, кДж/м²·день | 4744             | 7572             | 11134            | 15902            | 20441            | 22314            | 23933            | 20674            | 15068            | 9650             | 5180             | 4024             |                  |
| --------------------------------------------- | ---------------- | ---------------- | ---------------- | ---------------- | ---------------- | ---------------- | ---------------- | ---------------- | ---------------- | ---------------- | ---------------- | ---------------- | ---------------- |
| Джерело:                                      |                  |                  |                  |                  |                  |                  |                  |                  |                  |                  |                  |                  |                  |